# Dante Pokla

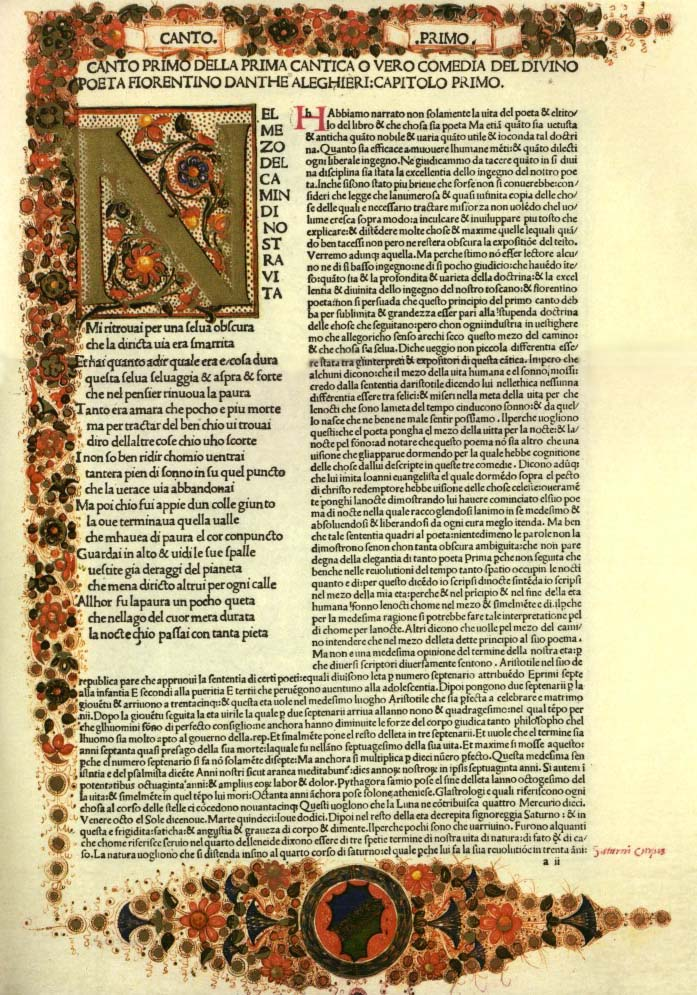
Az Isteni színjáték első éneke

Dante Pokla, az Inferno, Dante Alighieri száz énekből álló Isteni színjáték című elbeszélő költeményének első színtere.
A költemény az 1300. évben, nagypéntekre virradó éjszakán kezdődik. Dante ekkor harmincöt éves volt, ami a Biblia szerinti várható élettartam fele.

## A pokol felépítése

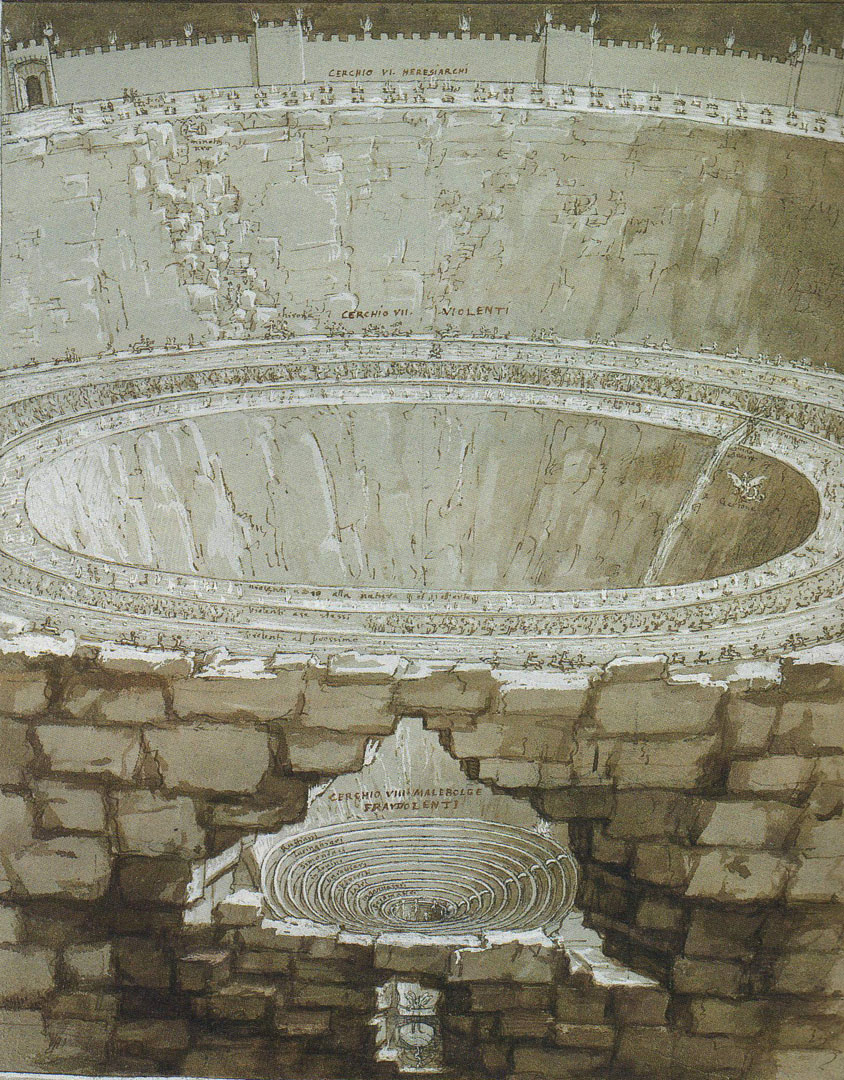
A Dante-féle pokol felépítése (Giovanni Stradano)

Dante pokolképe a görög mitológia és keresztény elképzelések alapján jött létre. A pokol bejárása hasonlít Odüsszeusz és Aeneas alvilági utazásához, de a túlvilágon élők sorsa egészen más, mint az ókori eposzokban. Dante poklában szenvednek a bűnösök, egyetlen céljuk a bűntől való megszabadulás, de ez nem lehetséges.
A Dante-féle pokol bejárata a Golgota hegyén, Jeruzsálem mellett található. Felépítését és alakját tekintve tölcsérszerű, egyre jobban szűkülő körökből épül fel. A bűnös lelkek, bűneik súlyosságától függően különböző fajtájú és mértékű büntetésben részesülnek, a következőképp:
- Pokol tornáca: a meg nem keresztelt emberek (újszülöttek és a kereszténység előtt élők)
- Második kör: a szerelem bűnösei
- Harmadik kör: torkosok, falánkok
- Negyedik kör: fösvények, uzsorások, tékozlók
- Ötödik kör: haragosok
- Hatodik kör: eretnekek
- Hetedik kör: erőszaktevők az erőszakos tetteik fajtája szerint. Így a hetedik körnek három gyűrűje különíthető el:
  - Gyilkosok, vérengzők, rablók, zsiványok gyűrűje
  - Öngyilkosok és saját vagyonuk eltékozlói
  - Istenkáromlók
- Nyolcadik kör: a megbízhatatlanok. Ez a kör tíz bugyorból áll, benne bugyronként a következő bűnösöket találjuk:
  - kerítők, csábítók
  - hízelgők
  - szimóniákusok
  - varázslók, jósok
  - nyerészkedők, sikkasztók
  - képmutatók
  - rablók, tolvajok
  - rossz tanácsadók
  - viszályszítók
  - hamisítók
- Kilencedik kör: az árulók bűnhődésének helyszíne. Négy különböző, névvel ellátott gyűrűből áll. A nevek az árulás fajtájára utalnak:
  - Kaina: rokonok árulói, testvérgyilkosok
  - Autenóra: hazaárulók
  - Ptolomea: vendégeik elárulói
  - Judecca: jótevőik elárulói

## Dante útja a pokolban

### A vadonban

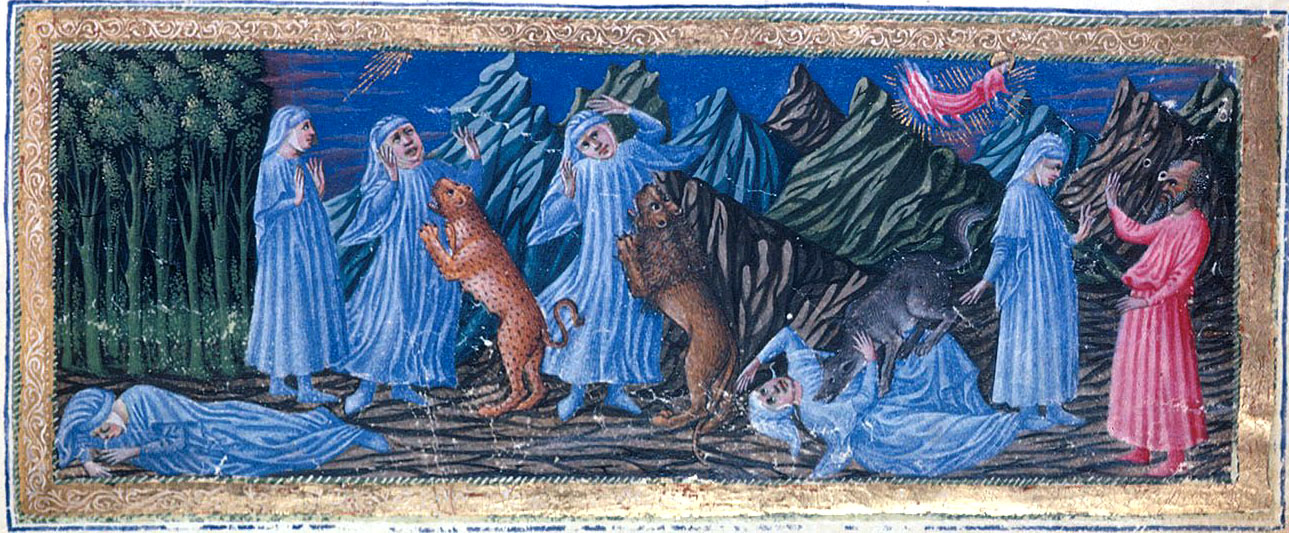
Dantét megtámadja a három fenevad (bal oldal), Dante és Vergilius találkozása (Giovanni di Paolo festménye, 15. század)

Dante túlvilági zarándokútra indul, hogy morális megújulásával, irányt nyújtson embertársainak. Nemsokára azonban rémülten rádöbben, hogy letért a helyes útról, s eltéved egy sötét erdőben. Azonban amikor sikerül kitörnie az erdős völgyből és a reggeli fénynél megpillantania célját, egy magas hegygerincet, vadállatok – a lélek és a firenzei társadalom sötét erői – törnek rá: : a gyönyörök és az irigység párduca; a gőg és az erőszak dühös oroszlánja és a féktelen kapzsiság mindig éhes nőstényfarkasa. Ekkor feltűnik az értelem és az erkölcsi tisztaság hőse, Vergilius, aki kivezeti a Dantét a veszedelemből és vezetőül kínálkozik „örök hely”, a pokol, illetve a purgatórium és a mennyország felé. Dante előbb elfogadja az ajánlatot, majd visszaretten és csak akkor indul el, amikor megtudja, hogy Vergilius az ő üdvözült szerelme, Beatrice követeként jött eléje.

### A pokol kapuja

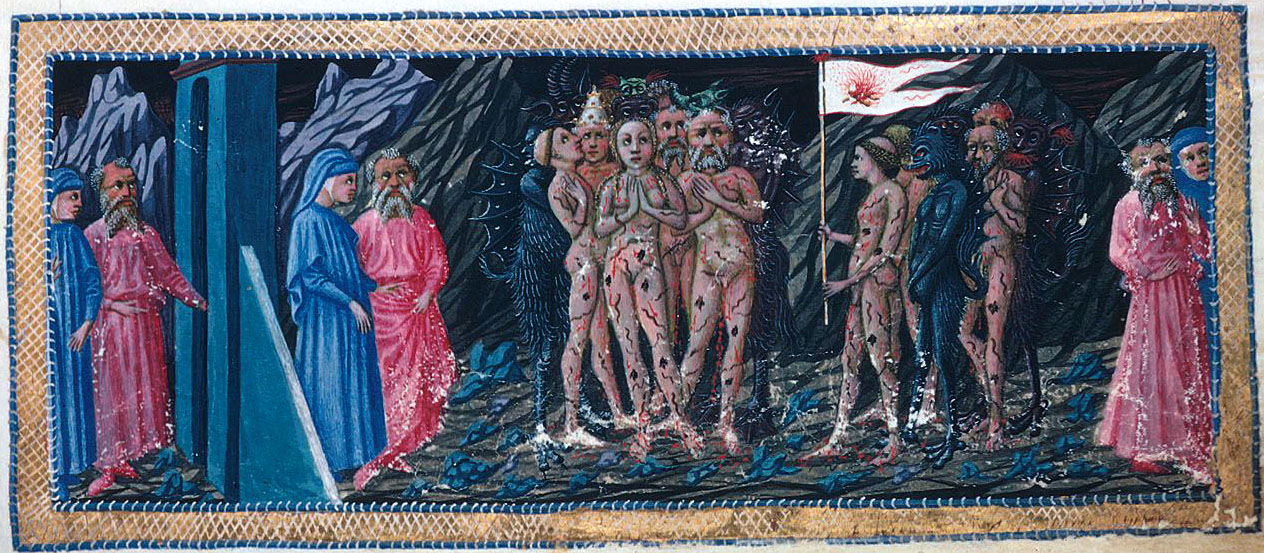
Dante és Vergilius a pokol kapujában. Priamo della Quercia (15. század) festménye

Dante túlvilági vezetője, Vergilius, az utazást a pokol bemutatásával kezdi. Először a pokol kapujához érkeznek, melyen a következő felirat olvasható, Babits Mihály fordításában:
„Én rajtam jutsz a kínnal telt hazába,
én rajtam át oda, hol nincs vigasság,
rajtam a kárhozott nép városába.
Nagy Alkotóm vezette az igazság;
Isten hatalma emelt égi kénnyel,
az ős Szeretet és a fő Okosság.
Én nem vagyok egykorú semmi lénnyel,
csupán örökkel; s én örökkön állok.
Ki itt belépsz, hagyj fel minden reménnyel.”
A feliratban a „Hatalom” az Istent jelenti, az „Okosság” Jézust, a „Szeretet” a Szentlelket. vagyis a pokol Lucifer bukása miatt keletkezett, az „örök” egek és az angyalok után, de még a földi világ előtt.
A pokol kapujában Dante a közönyös emberek lelkeivel találkozik. Ezek az emberek, bár erényesen éltek, közönyösek voltak Isten és a Sátán iránt is. A „közönyösök” pokolba való helyezésével, Dante a Biblia egyik tanításának: „…nem vagy se hideg, se meleg, ezért kiköplek a számból” (Jelenések könyve 3.16) akar megfelelni. A közönyösök mögött az Akherón folyó húzódik, melyen Kharón szállítja a lelkeket a túloldalra. Kharón csak az Istennel meg nem békült lelkeket veszi fel a ladikjába, így Dantét visszautasítja, aki később, rejtélyes módon, ájulásból feleszmélvén, mégis a túloldalon találja magát.

### Első kör:a pokol tornáca

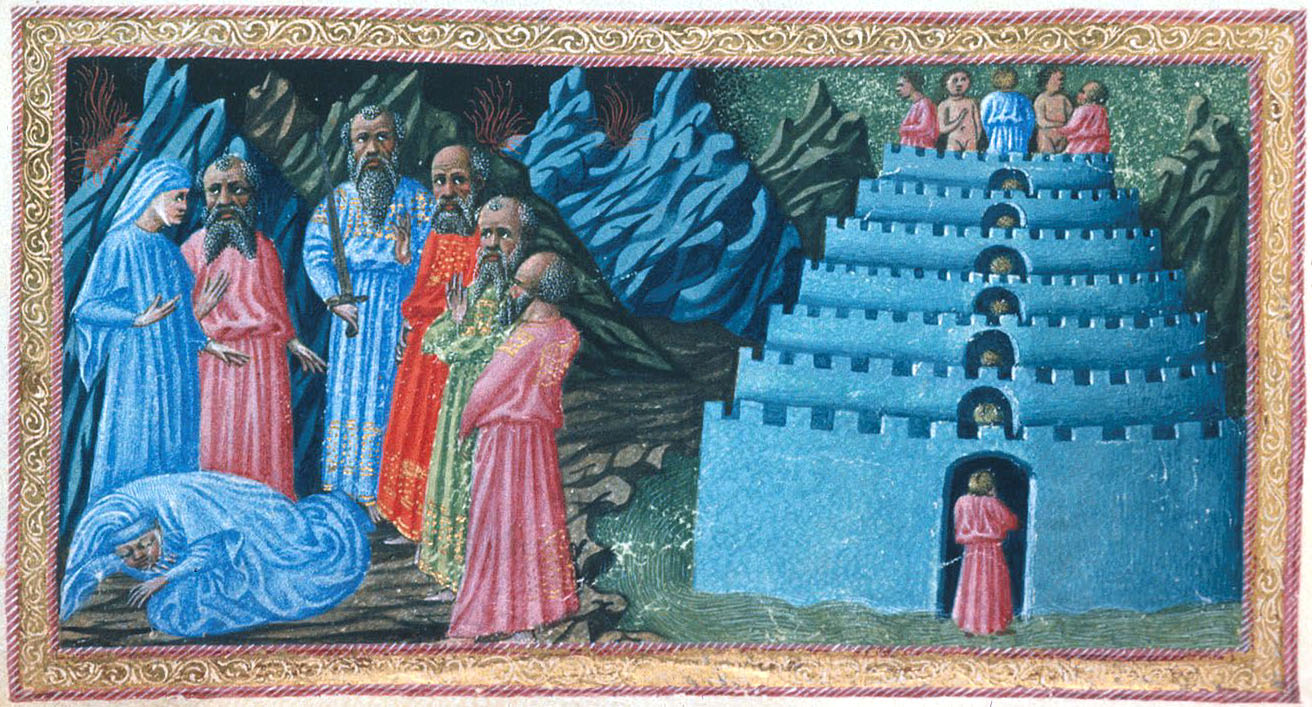
A „nagy szellemek”

Akárcsak a többi, a kereszténység megjelenése előtt élt erényes ember, Vergilius is a pokol lakója, mivel: „Bár későcskén, sub Julio születtem,/jó Augusztus alatt Rómában éltem, hívén a régi, hazug istenekben.” Ugyanakkor Dante kérdésére válaszolván Vergiliustól megtudjuk azt is, hogy a pokol ezen köréből van remény a szabadulásra: egy, a mennyországból alászállt „Erős” (Jézus) – aki halála után „szálla alá a poklokra” és felvitte a mennybe az Ótestamentum prófétáit és atyáit – kivitt innen már több lelket is: Ádámot és Évát, Ábelt, Noét, Mózest, Dávid zsidó királyt, Ábrahámot, Jiszráélt és feleségét Ráhelt, de még sok más mindenkit is.
A tornác lakói, akiket Dante „a lebegők”-nek nevez, semmilyen más kíntól nem szenvednek, csak a kereszténység iránti vágyakozástól.

### Második kör:a szerelem halottjai

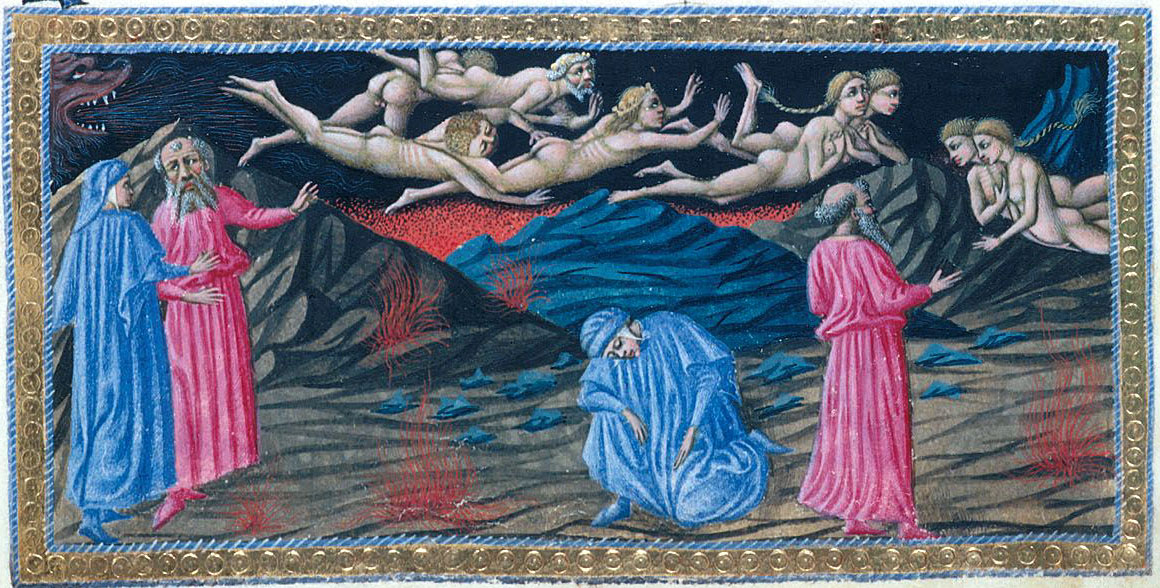
A szerelem halottjai

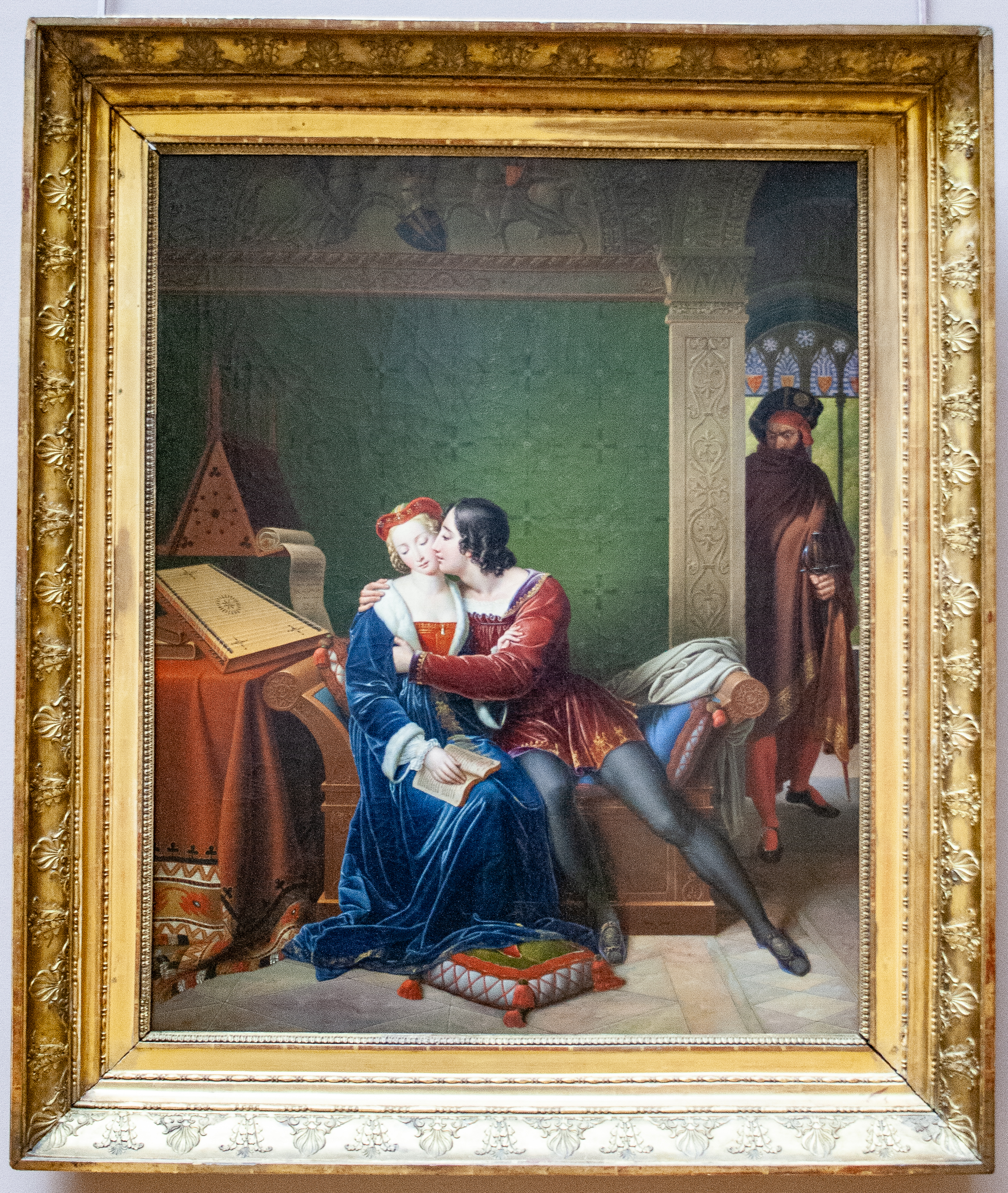
Francesca da Rimini sorsa 19. századi festményen

A kör bejáratánál Minósz ítélkezik. (A tulajdonképpeni kárhozottak sora ebben a körben kezdődik, azért áll itt a bíró.) A pokol ezen körében azok töltik büntetésüket, akik életükben a kéjt keresték. A lelkek, nagy csapatba verődve, fel s le szállingóznak. A csapat élén Szemiramisz áll, mögötte a Dido aki Aineiaszért hagyta el férjét, majd amikor ő elutasította öngyilkos lett. Őket követi Kleopátra, Heléna, Akhilleusz, Parisz és Trisztán.
Dante két szerelmest szólít meg, akik közel jőve hozzá elmesélik történetüket. Kiválasztásuk nem véletlenszerű: Dante Ravennában, a Pó torkolatánál született Francesca da Rimini (Francesca da Polenta) történetét meséli el. Francesca Gianciotto Malatestának, Rimini uralkodójának volt a felesége. Azonban miután Gianciotto szerelmi légyott közben lepte meg saját testvérével, Paolóval, megölte őket. Francesca és Gianciotto házassága politikai jellegű volt; arra szolgált, hogy a két család közötti vérbosszúnak véget vessen. Dante hőseinek védelmében az „édes új stílus” szerelmi elméletét hozza fel, amely szerint a szerelmi szenvedély csak a nemes lelkű embert gyújtja fel (al cor gentil ratto s’apprende).

### Harmadik kör:„a gyomor mértéktelenjei”

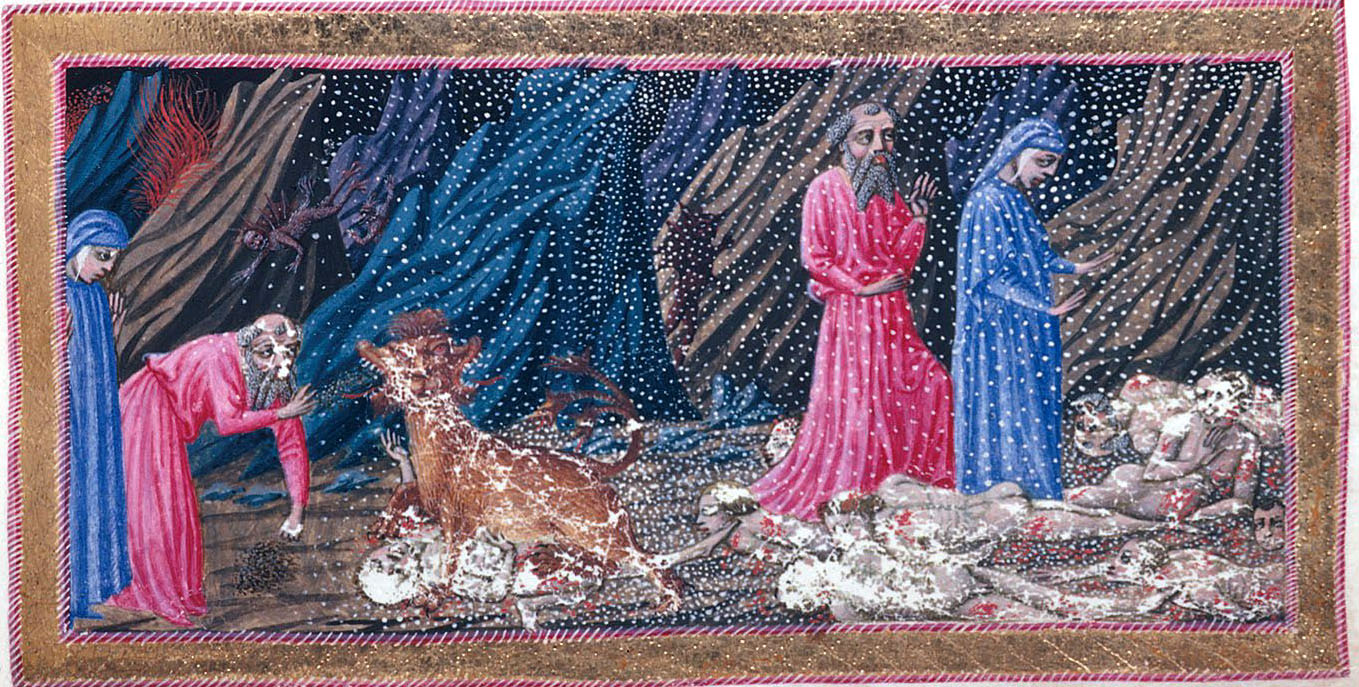
Cerberus és a torkos emberek lelkei a pokol harmadik körében. Priamo della Quercia (15. század) festménye

A pokol harmadik, a torkos lelkek körét, Cerberus a falánk, háromfejű kutya őrzi. Vergilius egy marék földet dobva a fenevad három szájába, megnyugtatja azt, s így bántódás nélkül jutnak be a harmadik körbe.
Ott a két utazót erős zápor fogadja, a földön pedig halott emberek lelke hever szerte széjjel. Az egyik földön fekvő lélek hirtelen felugrik, amikor a két utazó a közelébe ér: egy szellemes, vidám, firenzei „cimbora”: Ciacco. Torkosságáról Boccaccio is beszél (Dekameron IX. 8). Dante, városa jövőbeli sorsáról érdeklődik Firenze polgárainak megtestesítőjétől, Ciaccótól. A kérdés a Dante korabeli Firenzére céloz, akkoriban ugyanis két ellenséges párt versenyzett egymással: a kevésbé gazdag „fehér” guelfek, a Cerchi család által vezetett csoport, a „vadpárt” (Dante is közéjük tartozott), és a Donati által vezetett „fekete” guelfek – a leggazdagabb bankár családok. Ciacco jóslata szerint ez utóbbi párt fog végül győzni.

### Negyedik kör:a pénz rabjai

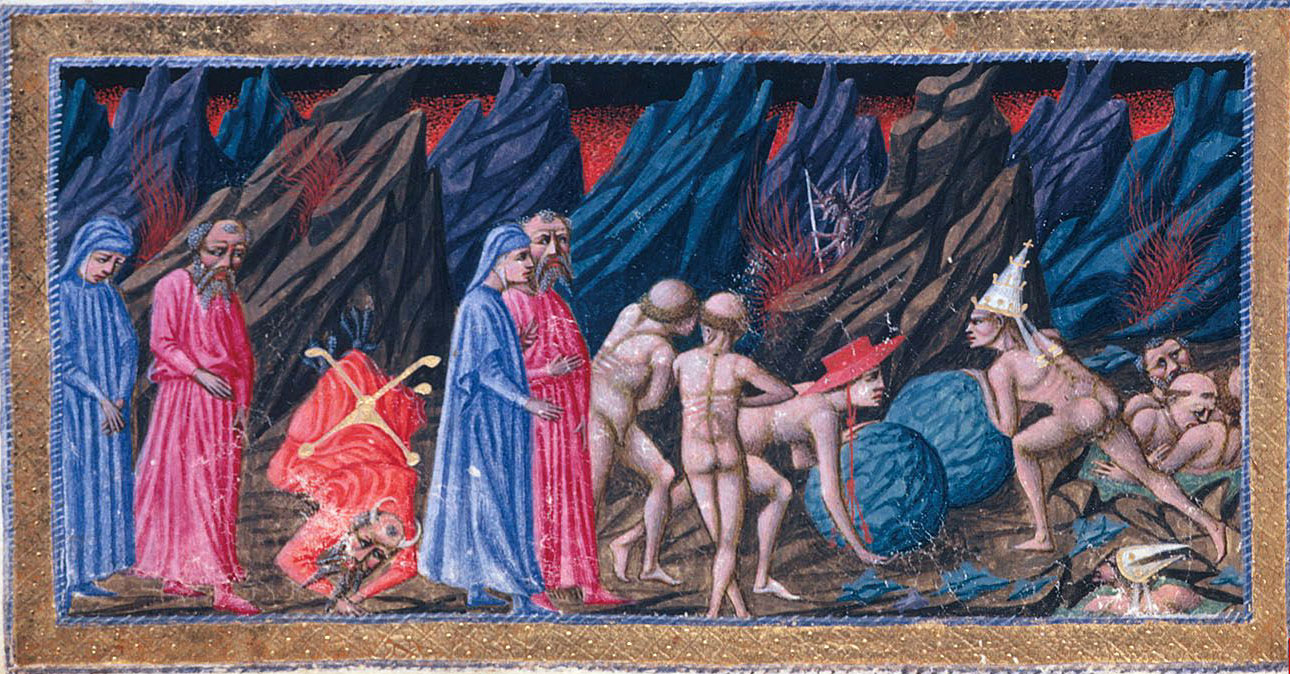
Priamo della Quercia festménye Dante poklának negyedik köréről

A negyedik körhöz érvén, a két utazót ördögnyelven megszólaló Plútusz ördög fogadja: „Pape Satan, pape Satan aleppe”. felkiáltással. Vergilius azonban elkergeti útjukból Plútuszt és Dantéval belépnek a pokol negyedik körébe.
A negyedik körben a pénz rabjai bűnhődnek: a tékozlók és a kuporgatók egyaránt. Hatalmas sziklákat görgetnek fel egy magas partra, amelyek akár Sziszüphosz köve, mindig visszagurulnak. Dante valószínűleg a földi kincsek hiábavalóságát akarta ezzel szemléltetni. Számos olyan pap, kardinális és pápa bűnhődik itt, akiket Dante egy olasz közmondásra hivatkozván – Dissipato fino a capelli (Még a haját is eltékozolná) – „még szőrük sem nőtt meg fejük búbján” -ként jellemez.
Ugyancsak a negyedik körben bűnhődnek a haragosok is: ők a Sztüx „tavának” „bíbornál is vörösebb”, sáros habjaiban egymást ütik, rúgják. A tóhoz a két utazó nagypéntek után, éjfélkor érkezik.

### Ötödik kör:az indulatosok

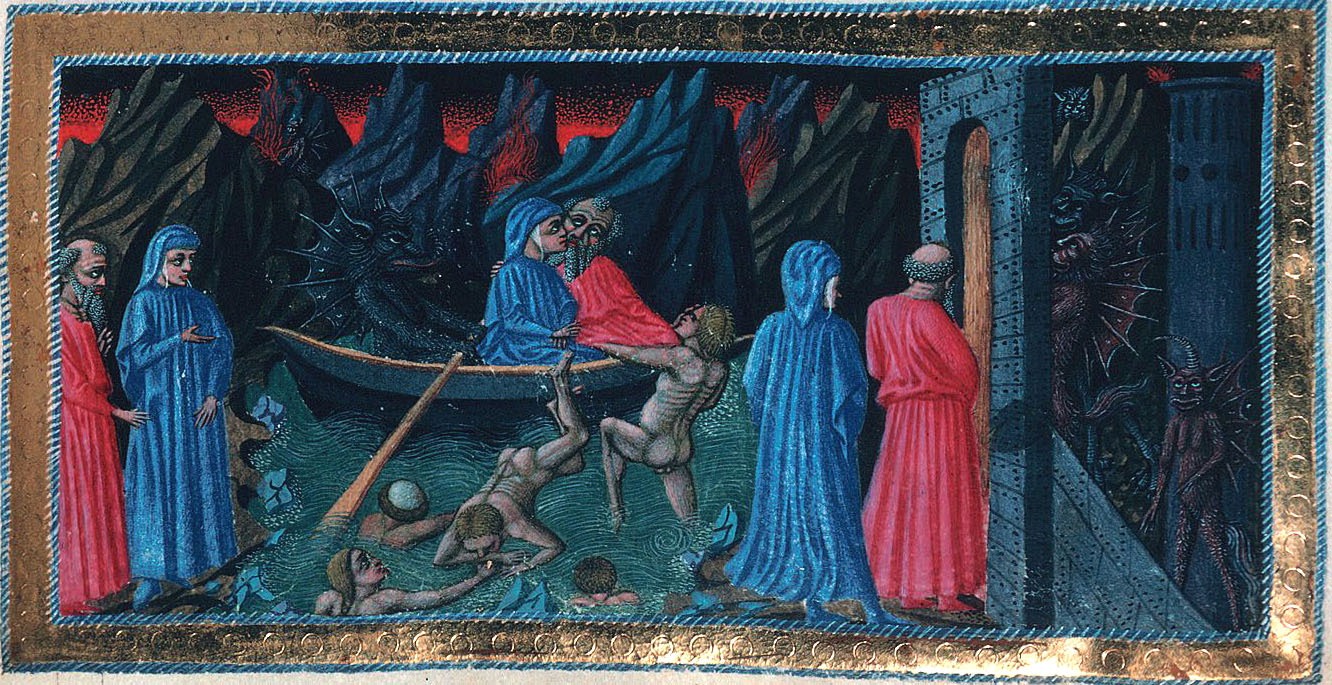
Az indulatosok a Sztüx folyóban. Jobboldalt Dis városának kapuja

Az ötödik kör szélén, a Styx folyó partjához érve, a két utas egy toronyhoz ér. A torony tetején jelzőtüzek égnek, a folyón pedig Flégiász, a Sztüx haragos révésze közeledik a part felé. Vergilius és Dante beszállván a csónakba, a révész átszállítja őket a haragos szellemekkel teli folyón, ahol az életükben haragos, durva jellemű lelkek bűnhődnek. Vergilius elmondása szerint, számos, a földi világban most is dicsőített király és uralkodó került ide, olyanok, mint a lovát ezüst patkóval megpatkoltató Filippo Argenti, aki életében durva embertelenségéről volt ismert.

### Hatodik kör (Dis városa):az eretnekek és a hitetlenek

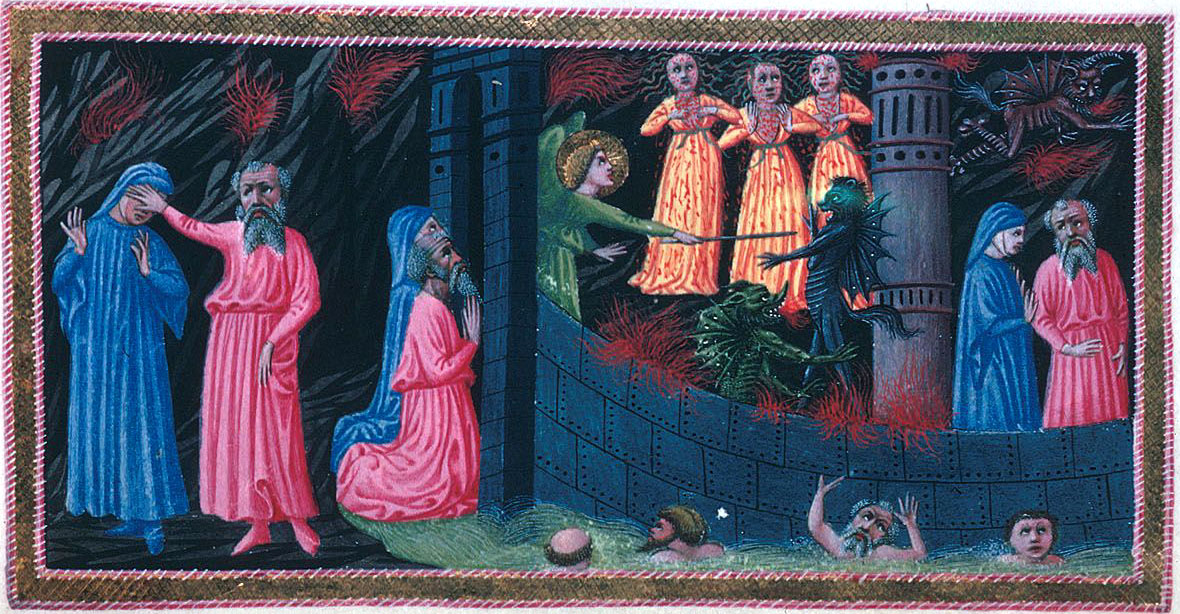
Dis városa

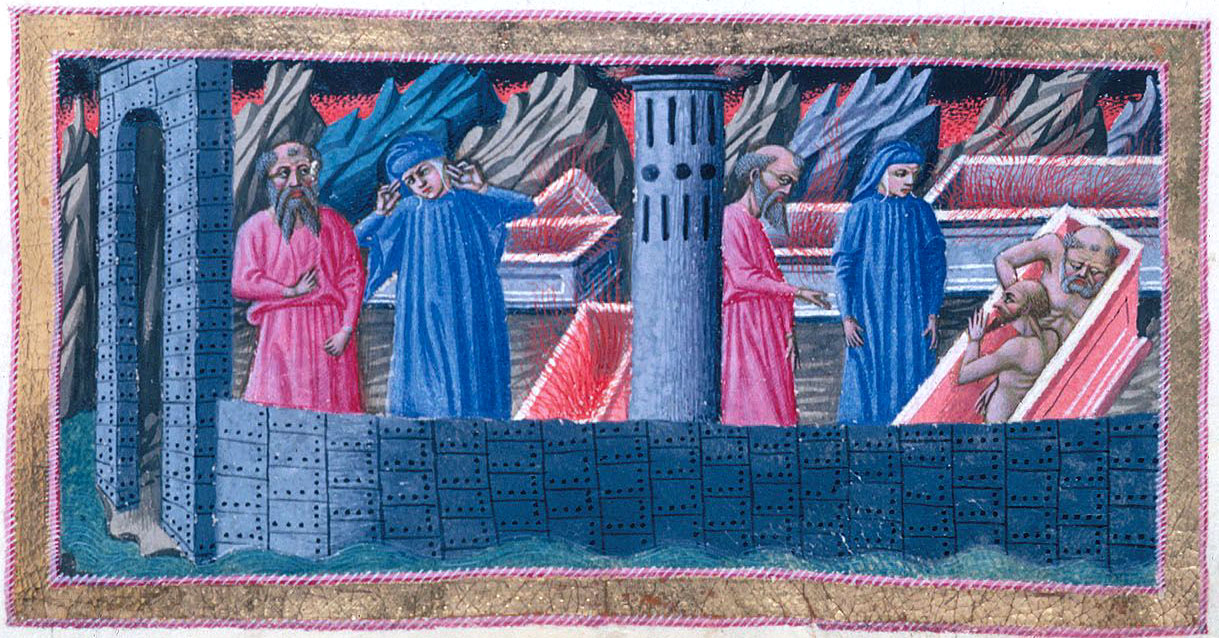
Jobboldalt: Guido Cavalcanti apja és Farinata; baloldalt pedig azoknak sírja látható, akik nem hittek a halál utáni életben

A folyó másik partján Dis vörösen lángoló városa tűnik fel a homályból. Dante „mecsetnek” nevezi Dis város tornyait, utalva ezzel lakóinak hitetlenségére. A város várfalai mögül dühös lelkek, bukott angyalok követelik az élő Dante távozását az alvilágból. Míg Vergilius a bejutáson töri a fejét, Dantéban felmerül a kérdés, hogy ha őt le tudta hozni ide Vergilius, akkor lehetséges-e ennek fordítottja: felmehet-e holt lélek az élők világába. Vergilius igennel válaszol: az Eritkó nevű thesszáliai boszorkány közvetlenül a halála után megidézte a lelkét és arra kérte, hogy hozzon fel az alvilágból egy lelket az árulók közül (Júdás köréből), hogy megtudhassa a pharszaloszi csata végkifejletét. Mindeközben Dante egy a városon belüli toronyra lesz figyelmes, amely a három „vén anyó”, a bosszúálló erinnysek otthona. Ekkor a Styxen átgázolva megjelenik Cerberus akinek parancsára Dis városának kapui megnyílnak a két utazó előtt, ők pedig rögtön belépvén, azon lelkek bűnhődésének színterére jutnak akik, nem hittek a halál utáni életben.
Dis városában továbbhaladva, a Dante kérdéseire adott feleletekből megtudjuk, hogy a város falain belüli lelkek a végítélet napján sem számíthatnak feloldozásra: „Mind újra elcsukódnak,/ha Jozafátból ide visszatérnek/ testükkel, amelyek most még fennhagyódtak.” (Tizedik ének 10-12 sor.) Mivel nem hittek a halál utáni életben, Epikurosz és követői is itt töltik büntetésüket. Ugyancsak itt találkozik Dante Farinata degli Ubertivel, aki egyike volt azon ghibellin pártvezéreknek, akik Montapertinél legyőzték a guelf Firenze seregét. Farinata azonban saját hazájának is érezte Firenzét, ezért hadseregének megtiltotta, hogy kifossza és lerombolja a várost. Farinata mellől egy másik szellem is kinéz a sírból: Guido Cavalcanti apja, akinek fia életében csúfolta Vergiliust, mivel az hitt a túlvilági életben. Farinata jóslatot mond Danténak száműzetésről és sikertelen visszatérési kísérleteiről. (Dantét 1302. január 27-én valóban száműzték, ekkor kezdődött bolyongása és sikertelen visszatérési kísérletei.)

### Hetedik kör:az erőszakosak

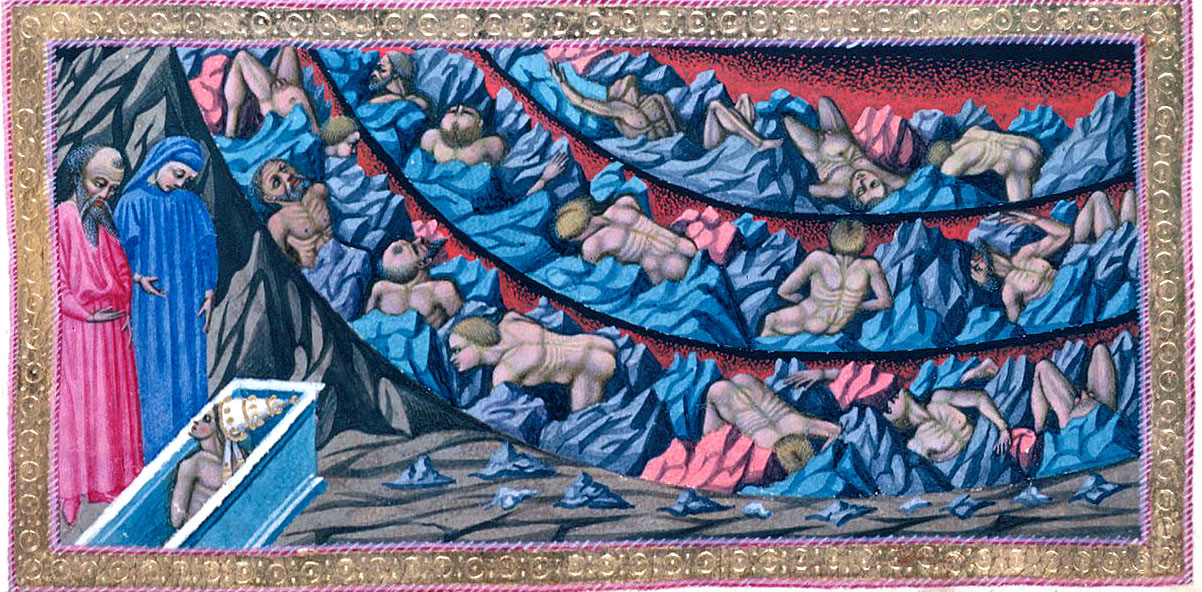
A hetedik kör három gyűrűje; az előtérben Dante és Vergilius II. Anasztáz pápa sírja mellett

A hetedik körbe belépve, II. Anasztáz pápa sírja mellett halad el a két utazó. A kört Minotaurus, a bikaember, „Kréta szégyene” őrzi.
E kör három gyűrűre van felosztva:
- Külső gyűrű: egy vérpatakban bűnhődnek mindazon lelkek akik földi életük során a többi ember vagyonában, földi javaiban tettek kárt: a gyilkosok, rablók és a zsiványok. Itt van Attila és a firenzei útonállók többsége is. Három kentaur őrzi a gyűrű lakóit s mindenkit lenyilaznak, aki menekülni próbál.
- Középső gyűrű: lakói az öngyilkosok, „azok akik vidámság helyett voltak szomorúak” és a saját vagyonuk eltékozlói. Ezek a lelkek fákká alakultak át, s ha letörik valamelyik águk, véreznek.
- Belső gyűrű: a legszűkebb gyűrű a három közül, az istenkáromlók, a fajtalankodók és a szodomiták otthona. Itt vannak Szodoma és az uzsorásairól ismert francia város, Caorsa lakói is. Ezek a lelkek tűzeső és lángoló homok között töltik napjaikat.

A bűnhődők könnyeiből egy alvilági folyó fakad, a Phlegethón, mely a Cocitus (Kókütosz) tavába ömlik.
Dante Poklának hetedik körének hármas felosztása Arisztotelész etikai tanítását – fegyelmezetlenség (akaratgyengeség), lelki rosszaság és állatiasság – követi. Dante nagy tisztelője és követője volt Arisztotelésznek.
A két utazó nagyszombat hajnalán (az égen a Halak csillagkép hajnal előtt három órával jelenik meg) hagyja el a hetedik kört.

### Nyolcadik kör: „Rondabugyrod”

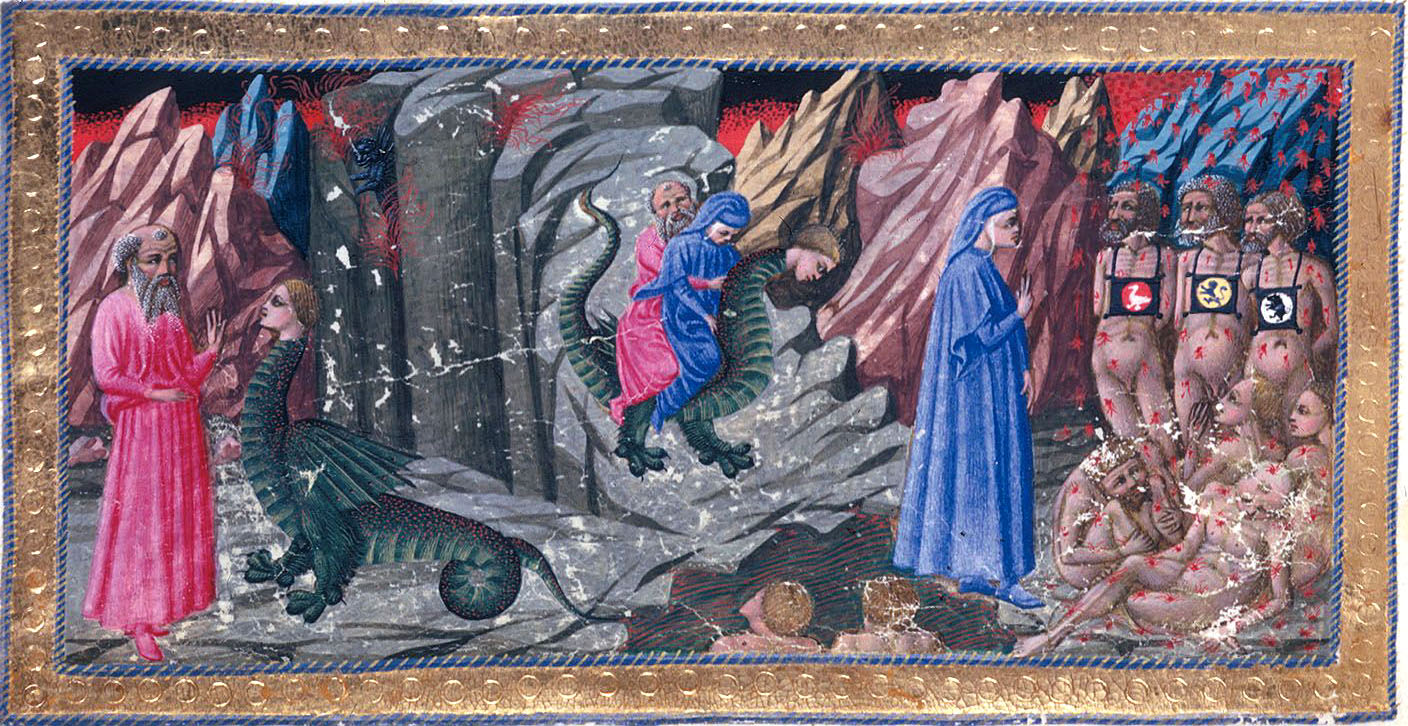
Rondabugyrod bejáratánál: balra Gerüón, jobbra pedig a korabeli nagy uzsorás családok nyakukban a családjuk címerével (17. ének)

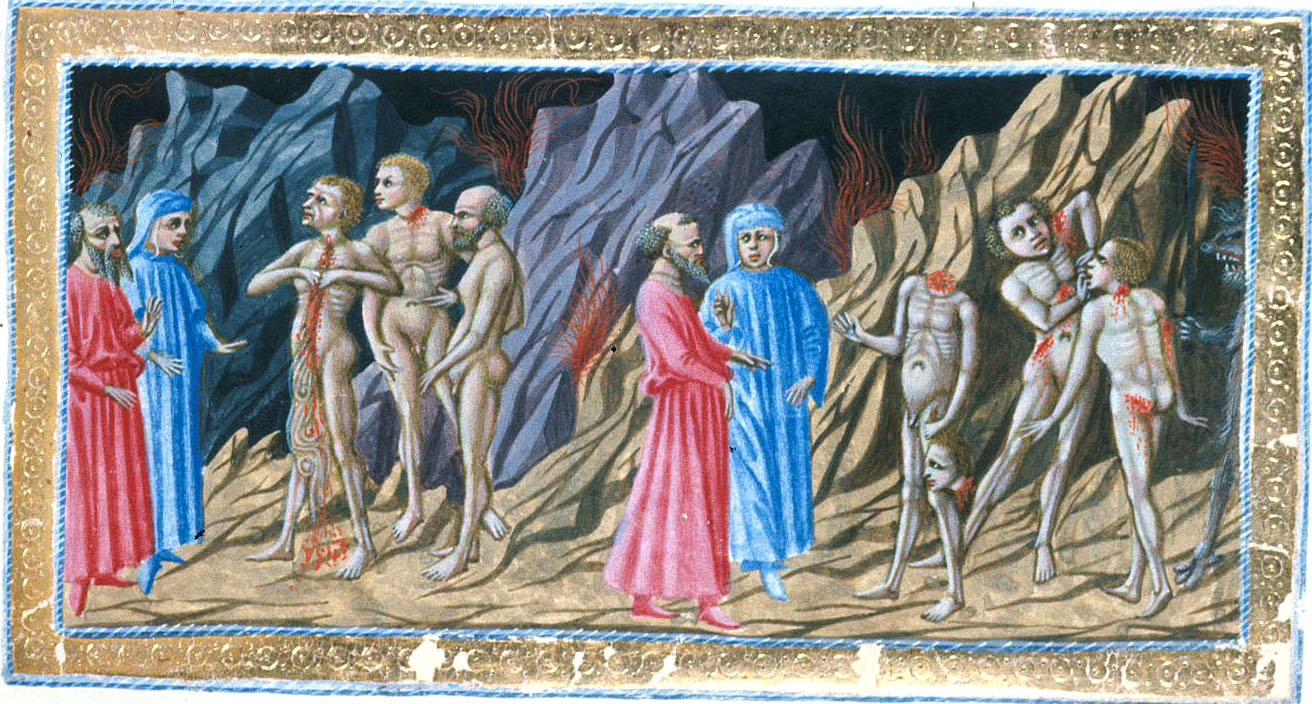
A kilencedik bugyor: Mohamed, Ali és a fejetlenek (28. ének)

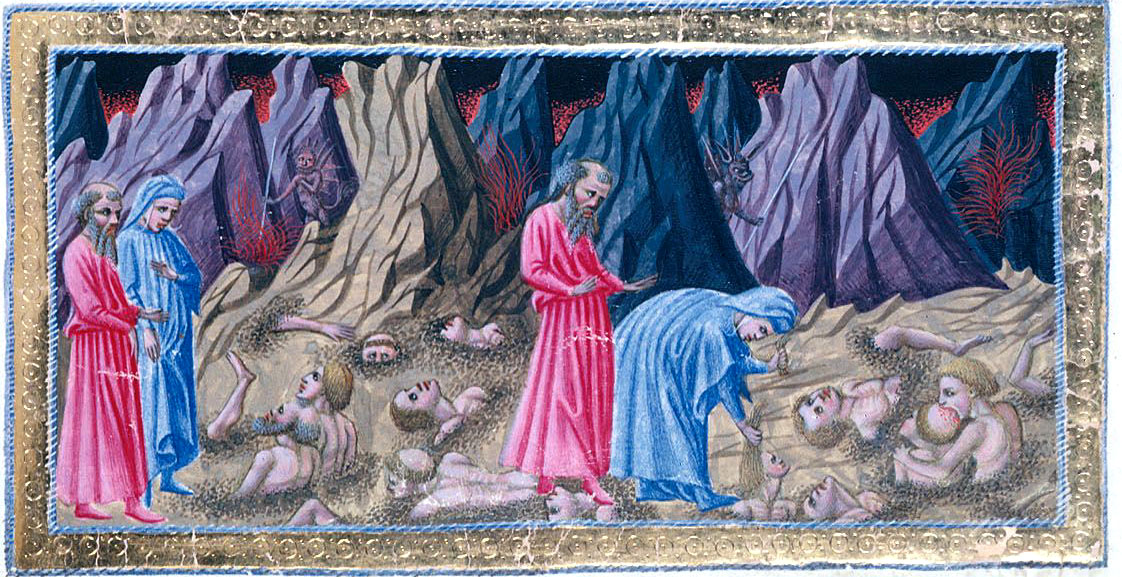
A pokol feneke (32. ének)

A nyolcadik kör bűnösein a Gerüón nevű szörny uralkodik. E kígyótestű, emberarcú „két szőrös kézzel” rendelkező rém a görög mitológiából ismert Gorgók. Poklában, Dante a csalás világa őrévé teszi meg.
A kör bejáratánál Dante újabb elkárhozott lelkekkel találkozik, amelyek a tüzes parton ülve három különböző színű táskát viselnek a nyakukban. A sárga táskákra kék oroszláncímer van ráhímezve; a piros táskások fehér ludat ábrázoló címert viselnek; a fehér táskások pedig kék disznót ábrázolót. (Dante korában három uzsorás család viselte címerét a táskáján: a sárga alapon kék oroszlán a fekete guelf Gianfigliazzik; a piros alapon fehér lúd egy régi ghibellin család, az Obriaghi család; a fehér alapon kék disznó pedig a padovai Scrovegni család címere volt.)
Az uzsorásokkal való találkozás után Dante, Vergilius biztatására felmászik Geryon hátára és átkelnek a folyón. Annak túlsó partjától kezdődik „Rondabugyrod”, ahol a csalók bűnhődnek: a táj koncentrikus körökben lejt; a tíz bugyor pedig tíz vasszínű kőből álló, tölcsérszerűen keskenyedő terasz, középen a pokol kútjával.
- Első bugyor – Itt a kerítők és csábítók bűnhődnek: meztelenül járnak körbe-körbe, mindeközben ördögök ostorozzák őket. Itt találkozik Dante Venedico Cacciamenicóval, azzal a bolognai nemessel aki – Dante elmondása szerint – saját nővérét Ghisolabellát kerítette meg a ferrarai gróf, Obizzo d'Este számára. Ugyancsak az első bugyor lakói közt található: a görög mitológiából ismert Jázón, az argonauták vezére, aki Kolkhiszból elhozta az aranygyapjút és aki elcsábította Isziphilét és Kreuszát, Médeát pedig teherbe ejtette majd elhagyta.
- Második bugyor – A második bugyor a hízelgők kínszenvedésének a helye. A hízelgők „rondaságban nyakig fulladozva,/ amely árnyékszékből szokott lecsúszni” úsznak.
- Harmadik bugyor – Ezen a helyen szentségárulók szenvednek. Itt találjuk Simon mágust és követőit, valamint azokat, akik egyházi javakat adtak és vettek pénzért. A lelkek fejjel lefelé, kőlyukakba vannak beszorítva, talpukat pedig tűz égeti. A lyukakat Dante a Battistero kápolna keresztelőkútján levőkhöz hasonlítja. Dante egyszer az egyik ilyen kőlyukon keresztül, a vizes edénybe becsúszott kisgyereket mentett meg a fulladástól, kortársai azonban nem egy emberi élet megmentését látták Dante tettében, hanem szentségtörést.
- Negyedik bugyor – A jósok és varázslók bűnhődésének helyszíne. Itt ki-ki abban bűnhődik, amiben vétkezett, de ellentétes értelemben. A jósok a nem látható jövőt nézik, ezért most arccal hátrafelé kell menetelniük. Dante és Vergilius nagyszombat reggelén ér a negyedik bugyor alsó határához.
- Ötödik bugyor – Csalók és nyerészkedők bűnhődésének helyszíne. A lelkek szurokkal teli üstökben főnek, mindeközben ördögök szurkálják őket vasvillájukkal.
- Hatodik bugyor – A képmutatók szenvedéseinek helyszíne. Az elkárhozott lelkek súlyos csuhát viselnek, kívülről vakító aranyozással bevonva, belül pedig súlyos ólomból készültek. Itt találkozik Dante a „víg barátokkal”. Azok a Dicsőséges Szűzanyáról elnevezett lovagrend volt, feladatuk pedig a gyengék védelme lett volna. A „víg barát” jelzőt pedig életmódjuk miatt kapták, ugyanis a test élvezeteit nem vetették meg, ellenkezőleg, szerettek „vígan” élni. Az ólomruhások lába alatt pedig Kaiafás főpap feküdt, aki azzal okolta meg Jézus halálát, hogy „inkább egy ember haljon meg, mint a nép vesszen el”.
- Hetedik bugyor – A tolvajok bűnhődésének helyszíne. Mivel életükben, kígyókhoz hasonlóan, alattomosan azok közelébe siklottak, akiket ki akartak rabolni, mérges kígyók marják őket. A marások következtében elporlad a testük, azonban – akár a legendás főnix madár – mindig újjáélednek és elölről kezdik büntetésüket. Dante itt meteorológiai jelenségekbe burkolva politikai jóslatot mond: a pistoiai síkságon a fekete guelfek Moroello Malaspina segítségével fognak győzelmet aratni, amely után a fekete guelfek elfoglalják a várost, ami nagy szomorúságot okoz a fehér guelfeknek, közöttük Danténak is.
- Nyolcadik bugyor – A tisztességtelen tanácsadók és a másokat becsapók szenvedéseinek helyszíne. A bűnösök lángnyelvekben állnak, kivéve Odüsszeuszt és Diomédészt akik kettős lángnyelvek között állnak, mivel együtt harcoltak. Azért kell itt bűnhődniük, mert Tróját csellel foglalták el. Odüsszeusznak a másik bűne, hogy kalandvágyó volt. Ugyancsak itt találkozik Dante a Laterán körül lakó Colonna család tagjával, Guido di Mentefeltróval, aki a Dante által átkozott VIII. Bonifác pápa ellen harcolt. Guido élete utolsó éveit ferences szerzetesként töltötte, azonban a költő szerint a lelke pokolra jutott, mivel gonosz tanácsot adott a pápának.
- Kilencedik bugyor – Itt a viszályt szítók, s a hitszakadások okozói bűnhődnek felnyitott testtel. Dante elmondása szerint az iszlám alapítója Mohamed és a később hitszakadást okozott veje, Ali is itt bűnhődnek.
- Tizedik bugyor – a hamisítók és hazugok. Rühesek, ronda sebeiket tépik, szaggatják körmeikkel, olthatatlan szomjúság kínozza őket. Itt van Putifárné, aki Józsefet akarta elcsábítani, itt van Szinón, aki rábeszélte a trójaiakat, hogy vigyék be a falovat városukba, valamint sok firenzei polgár is.

### Kilencedik kör: A pokol kútja

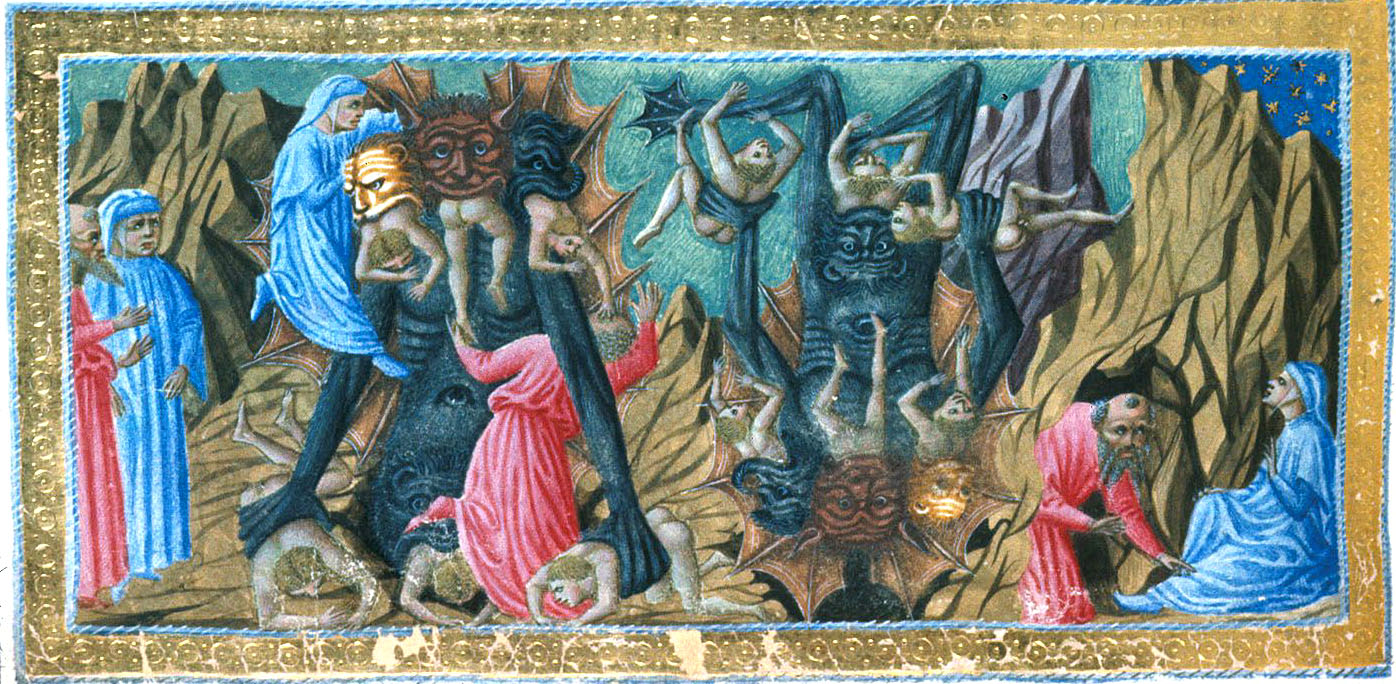
A pokol kútjának legalsó köre. Jobboldalt: Dante és Vergilius elhagyják a Poklot (34. ének)

A kilencedik kör a pokol legutolsó, egyben a legalsó köre. Közepén egy kút található, a pokol vagy a gigászok kútja. Ezen keresztül jutnak le a pokol legmélyére a gigászok. A kút további négy al-körre oszlik: az első al-körben a testvérgyilkosok bűnhődnek, a másodikban a hazaárulók, a harmadikban azok, akik vendégeiket árulták el, a negyedikben pedig a jótevőiket elárulók. Itt van maga Dis, azaz Lucifer, aki a legszebb angyal volt, de fellázadt ura ellen, s emiatt pokol mélyére lett száműzve, ahol a legszörnyűbb ördög lett belőle. Három feje van (ez a három emberfajta, a fehér, a fekete és a sárga, azaz az egész emberiség bűnét testesíti meg). Hatalmas denevérszárnyai megdermesztik, megfagyasztják a Cocitus-tó vizét, ebbe fagyott bele Lucifer, de olyan hatalmas, hogy a szőre embervastagságú rést tart teste és a jég között. A három fejével az emberiség három legnagyobb bűnösét marcangolja: Caius Cassiust és Brutust, Caesar gyilkosait és Júdást, aki Mesterét árulta el.
A pokol mélypontján egy titkos ajtó vezet ki, ez egyben az Isteni színjáték Pokol fejezetének zárómondata: „és így jutottunk ki a csillagokhoz” – „Sic itur ad astra”.

## Dante Poklának bűnösei
| Pokolbéli helyszín                     | Bűn                                                | Büntetés | Személy | Ének (alfejezet)                                                        |
| -------------------------------------- | -------------------------------------------------- | --- | --- | ----------------------------------------------------------------------- |
| Sziget hegy-alja/lába                  | -                                                  | - | Párduc, oroszlán, nőstényfarkas, agár (az olasz szövegben: „veltero”), Vergilius, Caesar, Augustus, Aineiasz, Ankhiszész, Turnus, Camilla, Euryalus, és Nisus | Első ének                                                               |
| Vadon                                  | -                                                  | - | | Második ének                                                            |
| A pokol előcsarnoka                    | A közönyösek                                       | Szürke, monoton menetelésben bűnhődnek azok akik nem foglaltak életükben állást a jó vagy a gonosz mellett               | Kharón, V. Celesztin pápa „aki a nagy lemondást tette gyáván”, Pilátus | Harmadik ének                                                           |
| Első kör A pokol tornáca               | A pogányok és kereszteletlenül meghalt újszülöttek | Fizikai fájdalom nem éri őket, viszont sírva epekednek a kereszténység megismerésére                                     | Ábel, Noé, Mózes, Ábrahám, Dávid király, Jákob, Rákhel, Ádám és Éva, Homérosz, Horatius, Ovidius, Lucanus, Élektra, Hektór, Aineiasz, Caesar, Camilla, Panthesileia, Latinusz, Lavinia, Lucius Iunius Brutus, Lukrécia, Iulia Caesaris (i. e. 83) Marcia, Cornélia, Szaladin, Arisztotelész, Szókratész, Platón, Démokritosz, Diogenész (nem tudni, hogy melyik), Anaxagorasz, Thalész, Empedoklész, Hérakleitosz, Zénón (nem tudni, hogy melyik), Dioszkoridész, Orpheusz, Cicero, Linusz, Seneca, Eukleidész, Tulliusz, Hippokratész, Avicenna, Galénosz, Averroës | Negyedik ének                                                           |
| Második kör                            | A szerelem halottai                                | a lelkeket tűzforró szél repteti                                                                                         | Minósz, Paolo és Francesca, Gianciotto Malatesta, Szemiramisz, Nino, Dido, Sicheo, Kleopátra, Szép Heléna, Akhilleusz, Parisz, Trisztán, Lancelot, Galeotto | Ötödik ének                                                             |
| Harmadik kör                           | Torkosok                                           | A földön fekvő bűnhődő lelkek, Cerberus felügyelete alatt, sáros záporban szenvednek                                     | Cerberus, Ciacco (firenzei figura, akit Vergilius is megemlített művében); | Hatodik ének                                                            |
| Negyedik kör                           | A pénz rabjai                                      | Hatalmas sziklákat görgetnek fel egy meredek lejtőn, ami mindig visszagurul.                                             | Sok pápa, bíboros és pap szenved itt együtt más pénzéhes és tékozló lelkekkel | Hetedik ének                                                            |
| Ötödik kör                             | Az indulatosok                                     | Az Alvilág folyójának, a Styxnek a mocsarában fetrengenek, s vadul marcangolják egymás testét                            | Flégiász, Filippo Argenti, ördögök, erinnüszök (Megéra, Tizifoné, Aléktó), Thészeusz, Gorgó | Hetedik ének Nyolcadik ének Kilencedik ének                             |
| Hatodik kör Dis városa                 | Eretnekek és hitetlenek                            | a lelkek lángoló sírba vannak bezárva                                                                                    | Epikurosz, epikureusok, Farinata degli Uberti, Cavalcante dei Cavalcanti, II. Frigyes német-római császár, Ottaviano degli Ubaldini | Kilencedik ének Tizedik ének                                            |
| Hetedik kör Az erőszakosak Első gyűrű  | Az erőszakosok                                     | Vérpatakban szenvednek azok, akik életükben embertársaik ellen követtek el erőszakot: a rablók, a gyilkosok, a zsarnokok | II. Anasztáz pápa, Fotino di Sirmio, Minótaurosz, Thészeusz, Arianna, kentaurok (Kheirón, Nesszosz Pholus), Déianeira, Alessandro di Fere, Szürakuszai Dionüszosz, Ezzelino da Romano, Obizzo II d’Este, Azzo VIII d’Este, Guido di Montfort, Attila, Pirro Neottolemo, Sextus Pompeius, Rinieri da Corneto, Rinieri de’ Pazzi | Tizenegyedik ének Tizenkettedik ének                                    |
| Második gyűrű                          | Saját maguk ellen elkövetett erőszak öngyilkosok   | A lelkek fákká változnak („Eleven liget”)                                                                                | Hárpiák, Pietro della Vigna, Lano da Siena, Giacomo da Sant'Andrea, ismeretlen firenzei öngyilkos | Tizenharmadik ének                                                      |
| Harmadik gyűrű                         | Istenkáromlók Fajtalankodók Szodomiták Uzsorások   | Tűzeső ömlik rájuk, lábuk alatt lángot vet a homok                                                                       | Kapaneusz, Brunetto Latini, Priscianus Caesariensis, Francesco d’Accorso, Guido Guerra, Tegghiaio Aldobrandi, Rusticucci Jakab, Borsiere Vilmos, Geryon | Tizennegyedik ének Tizenötödik ének Tizenhatodik ének Tizenhetedik ének |
| Nyolcadik kör Rondabugyrod Első bugyor | Kerítők és csábítók                                | meztelenül járnak körbe körbe miközben démonok ostorozák                                                                 | Venedico Caccianemico, Jászón | Tizennyolcadik ének                                                     |
| Második bugyor                         | Hízelgők                                           | Emberi ürülékben fulladoznak                                                                                             | Alessio Interminei da Lucca, Thaisz a kurtizán | Tizennyolcadik ének                                                     |
| Harmadik bugyor                        | Szentségárulók                                     | A lelkek fejjel lefele kőlyukakba vannak beszorítva, talpukat pedig tűz égeti                                            | Simon mágus, VIII. Bonifác pápa, III. Miklós pápa, V. Kelemen pápa, Jázón (zsidó főpap) | Tizenkilencedik ének                                                    |
| Negyedik bugyor                        | Jósok és varázslók                                 | A jósok a nem látható jövőt nézik, ezért most arccal hátrafelé kell menetelniük                                          | Tiréziász, Aruns, Mantó, Guido Bonatti | Huszadik ének                                                           |
| Ötödik bugyor                          | Csalók és nyerészkedők                             | A lelkek szurokkal teli üstökben főnek, mindeközben ördögök szurkálják őket vasvillával                                  | Jean Paul Giampolo, fráter Gomita, Michel Zanche | Huszonegyedik ének Huszonkettedik ének                                  |
| Hatodik bugyor                         | rossz képmutatók                                   | Ólomcsuhában kell sétálniuk a lelkeknek                                                                                  | bolognai víg barátok (Catalano, Loderingom és Gardingo), Kaiafás | Huszonharmadik ének                                                     |
| Hetedik bugyor                         | Tolvajok                                           | Mérges kígyók marják testüket, mely elporlad, majd újjáéled                                                              | Vanni Fucci, Pistója, Cianfa, Agnél, Buoso, Puccio Sciancato, Gaville | Huszonnegyedik ének Huszonötödik ének                                   |
| Nyolcadik bugyor                       | A tisztességtelen tanácsadók és a másokat becsapók | A lelkek lángnyelvekben égnek                                                                                            | Diomédész, Odüsszeusz | Huszonhatodik ének (Huszonhetedik ének)                                 |
| Kilencedik bugyor                      | Viszályt szítók s a hitszakadások okozói           | Ezeknek a lelkeknek a testük fel van nyitva, kilógnak a belső szerveik                                                   | Roberto Guiscardo, Mohamed próféta, Ali kalifa, Bertran de Born | Huszonnyolcadik ének                                                    |
| Tizedik bugyor                         | Hamisítók, hazugok                                 | Rühesek, ronda sebeiket tépik, szaggatják körmeikkel, olthatatlan szomjúság kínozza őket                                 | Geri del Bello, Griffolino d’Arezzo alkimista, Stricca és Niccolò de’Salimbeni, a hírhedt sienai banda tagjai | Huszonkilencedik ének Harmincadik ének                                  |
| Kilencedik kör: a gigászok kútja       | Testvér- és szülőgyilkosok                         | A lelkek egy befagyott tóban szenvednek                                                                                  | gigászok, Alberto degli Alberti, Bisenzo völgy urának fiai: Alberto és Napoleone, Vanni de’Cancellieri (Focaccia), Sassol Mascheroni, Camiscion Pazzi, Carlin Pazzi | Harmincegyedik ének Harminckettedik ének                                |
| A kilencedik kör második alköre        | Hazaárulók                                         | A lelkek egy befagyott tóban szenvednek                                                                                  | Anténór, Bocca degli Alberti, Buoso di Dovera, Beccheria, Gianni del Soldanier, Ganellone (Guenes), Tebaldello de’Zambrasi, Ugolino della Ghererdesca, Ruggieri degli Ubaldini | Harminckettedik ének Harmincharmadik ének                               |
| Kilencedik kör harmadik alköre         | Akik vendéglátóikat árulták el                     | Rettenetes szomjúságot éreznek azonban nem ihatnak. Előttük tisztavízű patakok folynak                                   | XIII. Ptolemaiosz, Schicchi Gianni, Buoso Donati | Harmincharmadik ének                                                    |
| Kilencedik kör negyedik alköre         | Jótevőik elárulói                                  | Lucifer három fejével (tehetetlenség, tudatlanság és a gyűlölet három arca) marcangolja az emberiség három nagy árulóját | Lucifer Iskarióti Júdás Brutus Cassius | Harmincnegyedik ének                                                    |